# Torsten Hultin
Torsten Hultin, född 9 oktober 1885 i Fässbergs församling i Göteborgs och Bohus län, död 29 oktober 1955 i Ljungs församling i Göteborgs och Bohus län, var en svensk ingenjör. Han var bror till Sven Hultin.

## Biografi
Hultin tog avgångsexamen 1905 vid Chalmers tekniska institut (väg- och vattenbyggnad) och var biträdande ingenjör vid Göteborgs hamnstyrelse 1909–1917, ordinarie arbetschef där 1918–1920 och konstruktör från 1920. Han var bland annat konstruktör av broar och kajer, exempelvis Riddarbron och Kämpebron.
1911–1915 var han sekreterare vid Chalmers ingenjörsförening och hade kyrkliga och kommunala förtroendeuppdrag, bland annat som ledamot av Göteborgs stadsfullmäktige 1931–1934.
Hultin mottog Göteborgs stads förtjänsttecken den 3 juni 1949.